# B-Jugend-Bundesliga (Handball)
Die B-Jugend-Bundesliga ist die höchste deutsche Spielklasse im Jugendhandball für männliche und weibliche Spielerinnen und Spieler der Altersklasse U17 (14–16 Jahre). Sie ist Teil der Talentförderung des Deutschen Handballbundes (DHB) und wurde eingeführt, um jungen Talenten eine leistungsorientierte Plattform auf nationaler Ebene zu bieten.

## Geschichte
Die Einführung einer bundesweiten Liga im B-Jugend-Bereich war Teil der langfristigen Strategie des DHB zur Verbesserung der Nachwuchsförderung. Im Fokus stehen die Entwicklung technischer, taktischer und athletischer Fähigkeiten sowie die Heranführung an den Leistungssport. Sie wurde 2024/25 eingeführt und löste so die früheren Deutschen Meisterschaften der B-Jugend ab.

## Meister
- 2024/25 Meister SC Magdeburg[1]
- 2024/25 vize Meister TSV Burgdorf[1]

## Struktur
Im Gegensatz zur A-Jugend-Bundesliga wird im B-Jugend-Bereich erst auf regionaler Ebene gespielt. Allerdings gibt es bundesweit organisierte Staffeln und deutsche Meisterschaften für B-Jugend-Teams. Die Qualifikation erfolgt über die regionalen Vorrunden. Die 1. bis 3. Platzierten dieser kommen in die Meisterrunde von dort aus, können sich diese als 1. und 2. Platzierten, der 4 Meisterrunden Staffeln, für die Deutsche Meisterschaft qualifizieren. Die Mannschaften, welche in der Vorrunde den vierten bis sechsten Platz belegen kommen in die Pokalrunde, wo sie sich für die Pokal-Final Four als 1. ihrer Gruppe qualifizieren können.

## Wettbewerbsform
- Die Bundesliga im B-Jugendbereich wird jährlich ausgespielt.
- Teilnehmen können die 48 besten Mannschaften aller Landes- und Regionalverbände. Durch direkte Qualifikationen auf Verbandsebene oder durch die DHB-Qualifikation.[2]
- Ab dem Viertelfinale beginnt die bundesweite K.-o.-Phase, die in einem Final-Four-Turnier oder einem Endspiel gipfelt.
- Wer an den Final Four teilnimmt des DHB Pokals oder an der Deutschen Meisterschaft ist automatisch für die Jugendbundesliga qualifiziert.[3]

## Bedeutung
Die B-Jugend stellt einen wichtigen Übergang zwischen Breiten- und Leistungssport dar. Viele spätere Nationalspieler und Bundesligaprofis sammeln in dieser Altersklasse erste Erfahrungen auf überregionalem Niveau. Die Talentförderung erfolgt dabei in enger Zusammenarbeit mit Leistungszentren, Eliteschulen des Sports und Landesverbänden.